# Miroslav Tichý
Miroslav Tichý (Kyjov, 20 november 1926 – aldaar, 12 april 2011) was een Tsjechisch kunstenaar, die enige bekendheid geniet omwille van zijn opzettelijk 'slechte' foto's. Hij werd pas laat in zijn leven ontdekt. Hij was een zonderling, die zich nooit schoor of waste, die leefde van een kleine uitkering, zonder veel contact met andere mensen, en die in een vuil en rommelig huis woonde, tussen zijn schilderijen, tekeningen en foto's. Een van zijn bekendste uitspraken is: "Om beroemd te worden, moet je iets slechter doen dan wie ook ter wereld."

## Tichýs stijl
Zijn meest geliefkoosde onderwerp waren de vrouwen van zijn geboortedorp Kyjov in Moravië (Tsjechië), die hij meestal stiekem fotografeerde op straat en aan het zwembad. Doordat zijn zelfgemaakte fototoestellen er zo onecht uitzagen, beseften zijn 'modellen' vaak niet dat ze gefotografeerd werden. Soms poseerden ze voor hem in glamoureuze houdingen, in de overtuiging dat hij niet echt een camera had. Hij fotografeerde alledaagse taferelen, met wandelende, zittende, zonnende of badende vrouwen. Heel vaak zie je de afsluiting van het openbaar zwembad op de foto, alsof hij wil benadrukken dat hij uitgesloten is van de ongedwongen wereld waarin de vrouwen zich bevinden. 
Zijn fototoestellen maakte hij uit afval en recyclagemateriaal – plankjes hout, blikjes, garenklosjes, touw, elastiek, asfalt – om het geheel lichtdicht te maken. Zijn doka was ingericht met pannen, emmers en stukken tuinschutting. Hij maakte zijn eigen lenzen door stukken glas, oude brillenglazen en plexiglas te polijsten met een mengsel van sigarettenas en tandpasta. Door deze opzettelijke technische onvolkomenheden zijn al zijn foto's wazig, bewogen, slecht afgedrukt, gekrast en onduidelijk. 
Daarna ondergingen de negatieven en afdrukken nog een hele reeks semi-gecontroleerde bewerkingen of beschadigingen, wat ze een grote poëtische uitstraling bezorgde: hij liet ze buiten in de regen liggen, gebruikte ze om een gammele tafel te stutten, kraste er in, maakte opzettelijk vingerafdrukken op de negatieven, maakte bewust fouten bij het afdrukken, gooide de negatieven en de afdrukken op de grond, liet ze door de ratten aanknagen, vroeg bezoekers om er op te trappen, en zo meer. Hij zei: "Een fout is wat de poëzie creëert." 
Maar hij selecteerde zorgvuldig uit de vele tientallen foto's die hij iedere dag opnieuw maakte die beelden die hem het meest raakten, knipte ze uit en kleefde ze op stukken karton of stak ze in eenvoudige kaders. Vaak tekende hij dan lijnen of omtrekken op de foto's en tekende hij sierlijke of gewild onhandige kadertjes, lijnen en versieringen rond de gekozen foto's. Soms verknipte hij zijn afdrukken om een betere kadrering te bereiken, want uit zijn composities blijkt duidelijk de invloed van zijn degelijke kunstopleiding. 
Nadat hij het negatief had afgedrukt, gooide hij het weg – hij maakte nooit meer dan één afdruk. Zijn werk is nooit gedateerd of genummerd. Behalve de chemicaliën voor het ontwikkelproces, de filmrolletjes en het fotopapier, gebruikte Tichý niets dat hij moest kopen. 
De directeur van het Kunsthuis in Brno, Radek Horacek, beschrijft zijn werk als volgt:
De foto's van Tichý zijn allemaal zorgvuldige studies van de vrouwen van Kyjov tijdens hun alledaagse activiteiten. Maar de kijker wordt er zich gauw van bewust dat deze triviale daden – iemand die op een bankje zit, vrouwen die wachten op de bus, iemand die haar T-shirt uittrekt bij het zwembad – op de een of andere manier speciaal zijn. Tichý slaagt erin het banale een gevoel van uitzonderlijkheid te geven. Gewoon een deel van een vrouwenlichaam kan in zijn foto's esoterisch lijken. Er zijn veel tijdschriften waar je meer naakt ziet dan bij Tichý, maar zijn foto's zijn anders. Een stukje nylonkous tussen de knie en de rok, of een badpak zien er in zijn beelden ergens mysterieus uit.
Hij heeft in zijn leven enorme hoeveelheden werk vernietigd en weggegooid. Hij was een ongrijpbaar fenomeen, die in geen enkel hokje wilde passen. Sommigen noemen zijn kunst 'outsider art', maar hij past niet onder die definitie, omdat hij een kunstopleiding volgde aan de Praagse Academie voor schone kunsten.

## Biografie

### Opleiding
Miroslav Tichý werd in 1926 geboren in Nětčice, nu een wijk in de stad Kyjov in Zuid-Moravië, in het zuidoosten van de huidige republiek Tsjechië. 
Hij ging naar de Akademie Výtvarných Umění V Praze (Academie voor Schone Kunsten) te Praag, en schilderde in de modernistische stijl van Josef Čapek. 

### Evolutie als kunstenaar
Na de communistische revolutie van 1948 werden de studenten van de Academie verplicht te werken in de socialistische stijl, en moesten ze arbeiders in stoere overalls schilderen in de plaats van vrouwelijke modellen. Tichý weigerde dit te doen en verliet de Academie. Daardoor moest hij zijn legerdienstplicht vervullen. Nadien, terug bij zijn ouders in Kyjov, kwam hij rond van een kleine invalidenuitkering en werd hij lid van een kunstenaarscollectief dat "de vijf van Brno" (Brnenská Petka) genoemd werd. Deze groep verzette zich openlijk tegen het regime. In 1957 zou de groep een tentoonstelling houden, maar Tichý trok op het laatste moment zijn werken terug, volgens sommige bronnen omdat hij aan een psychose leed. Hij stelde zichzelf helemaal buiten de gewone maatschappij, schoor zich niet meer en droeg steeds dezelfde vuile kleren. 
Het communistische regime in Tsjecho-Slowakije (1948–1989) beschouwde Tichý als dissident en hield hem op communistische feestdagen zoals het Feest van de Arbeid uit het gezicht, soms door hem enkele dagen in een psychiatrische instelling op te sluiten, zogezegd om hem te 'normaliseren'. Het is onduidelijk in welke mate hij echt psychische problemen had. In 1968 veroverden de Sovjets Tsjecho-Slowakije, en alle privé-eigendom werd genationaliseerd. Tichý werd uit zijn studio gezet, en zijn werk op straat gegooid. Hij stopte met schilderen en tekenen, en concentreerde zich nadien enkel nog op de fotografie. 
Hij werd snel een opvallend figuur omwille van zijn uiterlijk en lichaamshygiëne, en hij liep door de straten met zijn zelfgemaakte camera's. Daarmee nam hij ongemerkt foto's, al waren er ook vrouwen die gewaagde poses voor hem aannamen, omdat ze dachten dat het geen echt toestel was. 
Ook na de val van het communistisch regime bleef hij onbekend, tot 2004, toen er een reeks tentoonstellingen van zijn werk in de hele wereld werden gehouden. Zelf ging hij nooit naar die tentoonstellingen, en zijn plotse bekendheid en de aandacht voor zijn werk lieten hem volledig onverschillig.

### Ontdekking
In 1981 kwam Roman Buxbaum, een vroegere buurjongen die met zijn ouders naar Zwitserland was geëmigreerd en die daar had gestudeerd, naar Kyjov terug. De ouders van Buxbaum bezaten oude tekeningen en schilderijen van Tichý. Nu ontdekte Buxbaum ook het fotografische werk. Gedurende de volgende 25 jaar verzamelde hij het werk van Tichý. Hij kreeg foto's van de kunstenaar zelf, en kocht er van een andere buur, Jana Hebnarovà.

### Bekendheid en breuk met Buxbaum
Pas in 2004 raakte Tichýs werk bekend door een eerste grote tentoonstelling in de biënnale van Sevilla. Sedertdien zijn er grote tentoonstellingen geweest, onder andere in het Tate in Londen en in het Centre Pompidou in Parijs.
In 2009 liet Tichý weten dat hij alle banden met Roman Buxbaum en diens Tichý Oceàn Foundation had verbroken en dat Buxbaum zonder zijn toestemming zijn werk verdeelde en commercialiseerde. Hij liet bij notariële akte vastleggen dat enkel Jana Hebnarovà het recht had in zijn naam op te treden. 
Hij overleed op 12 april 2011 in Kyjov. 

### Erkenning
- Buxbaum maakte een documentaire: Miroslav Tichý: Tarzan Retired (2004).
- Tichýs werk won in 2005 de New Discovery Award op het fotografiefestival in Arles.
- In 2005 was er een grote retrospectieve tentoonstelling in het Zuricher Kunsthaus.
- In 2008 was er in het Centre Pompidou in Parijs een overzichtstentoonstelling.
- In februari 2010 had Tichý een solotentoonstelling in het International Center of Photography in New York. The New York Times noemde zijn anti-modernistische stijl kenschetsend voor de geweldloze subversiviteit van de Tsjechische kunstenaars en studenten tijdens de Sovjetonderdrukking, en noemde zijn foto's "een geheimzinnige samensmelting van erotiek, paranoia en weloverwogenheid die licht verontrustend is maar intens fascinerend".